# ドナルド・リッピンコット
ドナルド・リッピンコット (Donald Fithian "Don" Lippincott、1893年11月16日 - 1963年1月9日)は、アメリカ合衆国ペンシルベニア州フィラデルフィア出身の陸上競技選手。短距離を専門種目とし、1912年ストックホルムオリンピックでは100mで銅メダル、200mで銀メダルを獲得した選手である。なお、100mの予選で記録した10秒6は国際陸連が初めて公認した100mの世界記録である。

## 実績
- 1912年ストックホルムオリンピック　100m 銅メダル　10秒9
- 1912年ストックホルムオリンピック　200m 銀メダル　21秒8